# Opis miasta Łodzi pod względem historycznym, statystycznym i przemysłowym
Opis miasta Łodzi pod względem historycznym, statystycznym i przemysłowym – pierwsza monografia Łodzi, autorstwa Oskara Flatta. Ukazała się w 1853 roku.

## Opis książki
Pierwszy publicznie znany plan miasta Łodzi z 1853 r. zadziwia swoją precyzją i dokładnością szczegółów, np. kwadracikami oznaczono poszczególne budynki, w tym kwadraciki białe i zaczernione oznaczały odpowiednio budynki drewniane i murowane (na co bodaj pierwszy zwrócił uwagę Mirosław Jaskulski). W Łodzi było wówczas zaledwie 31 ulic, oznaczonych na planie literami alfabetu łacińskiego (pojedynczymi i podwójnymi np. aa, bb) i z boku planu do liter przypisane były pełne nazwy ulic, a do dużych liter nazwy placów, których było 5. Oskar Flatt zamieszcza obszerne fragmenty tzw. „Umowy zgierskiej” dzięki której możliwy był rozwój przemysłu w Łodzi i okręgu.
Oskar Flatt na 56 stronach opisuje dokładnie zakłady przemysłowe wówczas działające, podając nazwiska właścicieli, profil i wielkość produkcji, dochody. Ich nazwiska zna każdy, dziś interesujący się dziejami Łodzi przemysłowej: z lat początkowych – Jakub Peters, Karol Saenger, Abraham Prussak, z lat późniejszych – Dawid Lande (kupiec), Christian Fryderyk Wendisch, Ludwik Geyer, Samuel Lande, Traugott Grohmann, Fryderyk Moess i inni. Także podaje statystykę 419 rzemieślników w Łodzi działających, podając poszczególne specjalności. Podaje też: Istnieją w mieście 2 apteki, jest 3 lekarzy, cukiernia, kawiarnia i 7 domów zajezdnych. Łódź ma księgarnie jedną, kantorów loteryj dwa, handlów towarów łokciowych 48, przędzy bawełnianej 18, handlów sukna 5, towarów norymberskich 3, żelaza 4, ryb i śledzi 18, mąki i wiktuałów 66, soli 40, korzeni 33, szkła 2, kramarszczyzny 3, dystrybucyj tabak 10, wreszcie furmanów 18 i faktorów 6. (...) Szpital miejski na pomieszczenie 56 chorych w roku 1843 wzniesiony.

## Przedmowa
W przedmowie Flatt uzasadnił publikację monografii pisząc: Oddając niniejszą monografię sądowi ogółu jedno mam tylko na widoku życzenie, aby stała się zachętą do innych prac w tym rodzaju, któreby razem w łączności swojej przygotowały materyał do historyi przemysłu krajowego (...) Przemysł krajowy zespalać się musi coraz bardziej z żywym zainteresowaniem ogółu, a każda ważniejsza karta z dziejów tego przemysłu – beleby swojska, staje się miłym upominkiem. Oto pobudki, jakie skłoniły mnie do skreślenia niniejszego opisu, a Łódź właśnie dla szczególnie ważnych obrałem przyczyn. Nie mamy w całym kraju miasta, któreby tyle co Łódź zawdzięczało przemysłowi; miasta któreby przez przemysł z zupełnego zapomnienia, z zupełnej nicości podniosło się na ten stopień zamożności i rozwoju; miasta, w któremby wydatniej przejawiało się życie fabryczne – słowem miasta więcej typowo – fabrycznego. Łódź przoduje u nas całemu przemysłowi bawełnianemu i przez to na szczególną zasługuje uwagę, że na tle jej wydatnie określa się i cały rozwój i wszystkie zmienne koleje, jakie odznaczyły przemysłowe życie nasze, od zaczątków jego, przez całe ubiegłe trzydziestolecie.
I wreszcie ostatni fragment przedmowy, niosący już zapowiedź walki o pozytywistyczne etos pracy: gdy młodzież nasza otrząsła się z wiekowego przesądu i zaczyna wierzyć, że upotężniając żyły narodowego przemysłu, niemniej korzystnie służy interesom kraju, jak pracując na widowni służby publicznej, lub pługiem podnosząc bogactwo swojej ziemi.

## Przewodnik
„Opis miasta Łodzi...” jest pierwszym, obszernym (149 stron) po niej przewodnikiem, choć tego określenia nie ma w tytule. Wartość publikacji powiększają pierwsze widoki Łodzi – litografie „z natury” W. Walkiewicza (18-letniego ucznia Warszawskiej Szkoły Sztuk Pięknych) – oraz plan miasta. Litografii Walkiewicza, w formacie 13,5 × 8 cm, jest 8 i przedstawiają: ratusz i kościół ewangelicki przy Rynku Nowego Miasta (obecny Plac Wolności), kościół katolicki (drewniany, z lat 1765–1968, pw. św. Józefa; wówczas przy pl. Kościelnym, obecnie przy ul. Ogrodowej), zakład fabryczny Geyera – Piotrkowska i Górny Rynek (obecnie pl. W. Reymonta), zakład fabryczny Grohmana – przy ul. Tylnej (budynek rozebrany w latach 80. XX wieku), zakład fabryczny Petersa (obecnie używana powszechnie nazwa „Bielnik Kopischa” przy ul. Tymienieckiego), zakład fabryczny Moessa i Feslera – już nieistniejące. Ostatnia litografia przedstawia park miejski, czyli „spacerowy ogród angielski” (obecny Park Źródliska).
|                                                                                            |                                                                                                   | Place, budynki i ulice na Opisie Miasta Łodzi Oskara Flatta z 1853 roku Place publiczne 1. Rynek Starego Miasta 2. Rynek Nowego Miasta 3. Rynek Fabryczny 4. Rynek Górny 5. Rynek Wodny 6. Ogród angielski Znakomitsze gmachy i zakłady fabryczne A Kościół katolicki B Kościół ewangelicki C Ratusz D Szpital miejski E Zakla[d] Fabrycz[ny] P.Geyer F Zakład Bielnikowy, Maglowy i Przędzenia wełny P.Peters G Zakład przędzenia bawełny P.Grohman H Zakład przędzenia bawełny P.Moes J Zakład przędzenia bawełny P.Dawida Lande |                                                                                            |
| Ulice a Zgierska b Brzezińska c Kościelna d Wolborska e Stodolna f Drewnowska g Podrzeczna | h Piotrkowska i Północna k Średnia l Południowa ł Cegielniana m Zachodnia n Wschodnia o Widzewska | p Targowa q Dzika r Wólczańska s Dzielna t Krótka u Przejazd w Nawrot x Główna | y Pusta z Boczna aa Placowa bb S.Emilii cc Czerwona dd Kątna ee Zarzewska ff Przędzalniana |

1. ↑  Ulica Dzielna to współcześnie 2 ulice o nazwach – prez. Gabriela Narutowicza oraz Zielona.
2. ↑  Ulica Krótka to współcześnie 2 ulice o nazwach – gen. Romualda Traugutta oraz 6 Sierpnia.
3. ↑  Ulica Przejazd to współcześnie 2 ulice o nazwach – Juliana Tuwima oraz Andrzeja Struga.
4. ↑  Ulica Nawrot to współcześnie 2 ulice o nazwach – Nawrot oraz Ludwika Zamenhofa.
5. ↑  Ulica Pusta to współcześnie 2 ulice o nazwach – Wigury oraz Żwirki.
6. ↑  Ulica Boczna to współcześnie 2 ulice o nazwach – Brzeźna oraz Radwańska.

## Okolice Łodzi
Flat opisuje też okolice Łodzi, w tym znane wówczas miejsce pielgrzymkowe Łagiewniki.
Ostatnia znana jego korespondencja dotycząca Łodzi zamieszczona w warszawskim „Tygodniku Ilustrowanym” w 1866 r. zawierała takie informacje: Dziś Łódź pewniejszym już krokiem idzie po drodze fabrycznego postępu. Z niestała ludnością liczy przeszło 40 000 mieszkańców. Rozsiadła na długiej, wąskiej, pięciowiorstowej niemal przestrzeni zaczyna z wolna rozrastać się w pasma ulic, równoległych do głównej arterii. W miejsce i obok jednostajnych, niepozornych i oko nużących dworków coraz gęściej dźwigać się zaczynają wspaniałe kamienne budowle, a w potężnych fabrycznych gmachach drga tętno przemysłowego życia (...) Przez cały dzień pustki i cisza zalegają długie, okiem niedościgłe ulice; nie znać ruchu 40 000 mieszkańców, bo zamknął się on w głębi kolosalnych gmachów fabrycznych.